# جيمس ووكر (سياسي كندي، مواليد 1874)
جيمس ووكر هو سياسي كندي، (و. 1874  م). نشط حزبياً في الحزب الليبرالي الكندي. وقد انتخب Member of the Edmonton City Council ‏ (10 ديسمبر 1906 – 1907).